# Кременчуцька ГЕС
Кременчуцька гідроелектростанція — третя сходинка Дніпровського каскаду. Знаходиться ГЕС на землях Світловодського району у м. Світловодськ. Всі бетонні споруди гідровузла розташовані на гранітах. Основою земляної греблі є мілко зернисті алювіальні піски. На Кременчуцькій гідроелектростанції установлено 12 вертикальних гідроагрегатів з турбінами поворотно-лопатевого типу. Встановлена потужність складає 700,4 МВт.
Будівля ГЕС відкритого типу складається із шести агрегатних секцій шириною по 50 м і завдовжки 63,8 м і блоку монтажного майданчику розміром, відповідно до плану - 18,5 х 41,3 м. В кожній секції розміщено по два агрегати.

## Історія
1930-ті роки: в період розробки гіпотези «Великого Дніпра» були розпочаті  проєктно-пошукові роботи  по виявленню місця спорудження на Середньому Дніпрі.
1949-1952 роки: ГІДЕП провів значну роботу по створенню схеми комплексного використання Дніпра, що передбачала спорудження гідроелектростанцій на Дніпрі.
1953 рік: 15 липня - на березі Дніпра в районі с. Табурище з’явилася геолого-розвідувальна експедиція, яка відкрила сторінку життя Кременчуцької ГЕС. 27 жовтня - враховуючи велике народногосподарське значення Кременчуцького гідровузла, Рада Міністрів СРСР доручила Міністерству будівництва електростанцій СРСР переглянути раніше створений проєкт Кременчуцької ГЕС з водосховищем і на початок липня 1954 року подати його на розгляд Раді Міністрів СРСР, Комітету в справах будівництва та Держплану СРСР. Створення великого Кременчуцького водосховища дозволяло регулювати 94,6 % загального стоку Дніпра.
1954 рік: 25 березня Рада Міністрів СРСР ухвалила рішення про будівництво Кременчуцької ГЕС. 27 березня за наказом Міністра електростанцій і електропромисловості СРСР Головгідроенергобуду доручено створити у квітні 1954 року будівельно-монтажне управління «Кременчукгесбуд». Наприкінці травня були здійснені всі організаційні заходи по створенню управлінь і дільниць «Кременчукгесбуду». 7 червня - початок будівництва. Покладено каміння під фундамент першого будинку нового міста. 20 червня була прийнята постанова ЦК КП України і Уряду УРСР про будівництво зразкового міста. Наприкінці грудня було здано в експлуатацію залізничну колію Бурти – Табурище та автошлях Крюків – таборище.
1955 рік: 25 жовтня було завершення спорудження лінії електропередач завдовжки 91 км від підстанції «Північна», яка розташована неподалік міста Кривий Ріг до будівельного майданчика Кременчуцької ГЕС. У листопаді піщаними перемичками було перекрито старе русло Дніпра.  У грудні було розпочато виймання скельних ґрунтів у котлованах основних споруд.
1956 рік: 25 квітня розпочато намивання лівобережної земляної греблі.
1957 рік: у березні розпочато укладання бетону в основні споруди гідровузла.17 червня Міністерство будівництва електростанцій СРСР ухвалило рішення про спорудження будівлі ГЕС без спорудження наземної частини машинної зали, а шлюз – без башт. 1 листопада відбулося урочисте закладання на дно котловану будівлі ГЕС меморіальної дошки.
1958 рік: у березні укладено перший бетон у водозливну греблю. 4 травня Кременчуцьку ГЕС об’явлено Всесоюзним комсомольсько-молодіжним будівництвом. 28 травня вважається початком монтажних робіт на першому гідроагрегаті. Цього дня на монтажному майданчику розпочали складання робочого колеса першої гідротурбіни.
1959 рік: 6 вересня відбувся пропуск перших суден через Кременчуцький шлюз.3 жовтня затоплено котлован ГЕС. 4 жовтня повністю перекрито русло Дніпра. 23 листопада о 19 годині 40 хвилин здійснено пробний пуск першого гідроагрегату Кременчуцької ГЕС. 5 грудня  о 4 годині 07 хвилин перший гідроагрегат було увімкнено в енергосистему «Дніпроенерго».15 грудня о 18 годині 06 хвилин увімкнено в електромережу другий гідроагрегат. 25 грудня увімкнено в електромережу третій гідроагрегат.
1960 рік: 5 січня увімкнено в електромережу четвертий гідроагрегат і поставлено під навантаження. У березні закінчено бетонування водозливної греблі. 31 березня дав промисловий струм п’ятий гідроагрегат. 29 квітня дав промисловий струм шостий гідроагрегат. 31 травня підключено до електромережі сьомий гідроагрегат. У серпні : проставлено під навантаження восьмий і дев’ятий гідроагрегати. 16 вересня почав роботу десятий гідроагрегат. 23 жовтня увімкнено в електромережу одинадцятий гідроагрегат. 31 жовтня о 1 годині 30 хвилин підключено до енергомережі дванадцятий гідроагрегат. 4 листопада відбувся урочистий мітинг будівельний присвячений достроковому пуску останнього гідроагрегата Кременчуцької ГЕС.
1961 рік: 16 жовтня Кременчуцька ГЕС була здана урядовій комісії.
1962 рік: 24 травня Кременчуцька ГЕС досягла своєї проєктної потужності. 29 липня відбулося урочисте відкриття Кременчуцької ГЕС. Так на карті гідроенергетичних новобудов з’явився ще один об’єкт.

### Російсько-українська війна
Вранці 31 жовтня 2022 року російські загарбники завдали масованого ракетного удару по об'єктах критичної інфраструктури в Україні. Була оприлюднена інформація про влучання ракети на території Кременчуцької ГЕС, однак згодом ці повідомлення були видалені.

## Станція сьогодні
Потужність гідроелектростанції встановлена на початок вводу в експлуатацію становить 625 МВт, її середньорічний виробіток склав 1506 тис. кВт*год.
Довжина будівлі ГЕС складає 305 м, водозливна гребля має довжину 192 м, правобережна гребля має довжину 526 м, руслова і лівобережна гребля має довжину 11 км. Кременчуцька ГЕС має підстанцію з відкритими розподільними пристроями 330/154 кВ .
Кременчуцька ГЕС має дванадцять гідроагрегатів.
Штатна кількість працівників станом на початок 2021 року 306 співробітників.
Встановлена потужність станом на початок 2021 року складає 700,4 МВт.

## Реконструкція
І ЕТАП
З червня 1995 року на філії «Кременчуцька ГЕС» провадиться реконструкція обладнання.
Перший етап реконструкції проходив з червня 1995 року по червень 2002 року. Реконструктивні роботи проводилися за рахунок кредитних коштів Світового банку реконструкції та розвитку, Європейського банку реконструкції та розвитку та власних коштів. Під час виконання першого етапу реконструкції було реконструйовано електричне обладнання станції (генераторні вимикачі, система збудження , високовольтні вимикачі та проведено реконструкцію підстанції з відкритими розподільними пристроями) без збільшення потужності станції.
ІІ ЕТАП
Під час другого етапу реконструкції було реконструйовано п’ять гідроагрегатів, що дало змогу збільшити потужність станції  до 700,4 МВт.
Також було встановлено дизель-генератор, який дасть змогу заживити власні потреби станцій під час аварійного відключення енергосистеми та відновити живлення в мережі ВРП 330/154 кВ.

## Екскурсії
Відвідати Кременчуцьку ГЕС, або будь-яку іншу станцію у містах, де розташовані філії компанії Укргідроенерго, можна попередньо домовившись з керівництвом про дату, час та програму відвідин.
Всі екскурсії для організованих груп школярів та студентів ‒ безкоштовні!